# Salassa lemaii
Salassa lemaii är en fjärilsart som beskrevs av Le Moult 1933. Salassa lemaii ingår i släktet Salassa och familjen påfågelsspinnare. Inga underarter finns listade.